# Нифонтов, Иван Витальевич
Ива́н Вита́льевич Ни́фонтов (род. 5 июня 1987 года, г. Павлодар, Казахская ССР) — чемпион мира и Европы, олимпийский призер, заслуженный мастер спорта РФ, политик, депутат Барнаульской городской Думы VII созыва.

## Биография
Детство Иван провел в Казахстане, где и начал заниматься дзюдо.
В одном из интервью Иван рассказал, что в 90-е родители решили заняться бизнесом — возить вино из Молдавии. Заложили квартиру, взяли кредит и отдали все деньги друзьям, которые с этими деньгами уехали в Германию. Родители остались ни с чем, банк забрал квартиру. В статусе беженцев Иван с семьей вынужденно уехали в Барнаул в 1997 году.
Из Казахстана в Барнаул Иван привез только три грамоты. В Барнауле он продолжил занятия по дзюдо у Игоря Вотякова в краевой спортивной школе.
В Барнауле на первых городских соревнованиях Иван занял третье место. Понял, что нужно продолжать тренироваться дальше.
В 14 лет выиграл первенство России по самбо. В этот момент Ивана устроили на ставку тренера в спортивной школе, с заработной платой 700 рублей. Так Иван начал зарабатывать на спорте.
Весомый вклад в успехи спортсмена внесли бронзовый призёр Олимпийских игр — 1992 Дмитрий Сергеев и главный тренер сборной России олимпийский чемпион — 1980 итальянец Эцио Гамба.
В Барнауле Иван учился в школе № 40, закончил её в 2005 году.
В 2007 году стал бронзовым призёром чемпионатов России среди взрослых и среди молодёжи.
В 2008 году Иван стал чемпионом России среди молодёжи и победителем международного турнира в Стамбуле.
Иван является чемпионом мира и Европы 2009 года в весовой категории до 81 кг. В финальном поединке на чемпионате Европы одержал победу над итальянцем Антонио Циано. Победа в этих соревнованиях подняла Ивана с третьей на первую ступень в мировом рейтинге дзюдоистов в своей весовой категории.
В июле 2009 на турнире серии «Большой шлем» Иван завоевал золотую медаль в весовой категории до 81 кг.

В августе 2009 на чемпионате мира в Роттердаме Нифонтов завоевал «золото», одержав победу над белорусом Сергеем Шундиковым
Лучший дзюдоист Европы 2009 года.
В 2010 году — победитель международного турнира серии «Большой шлем», победитель клубного чемпионата Европы и третий призер командного чемпионата Европы.
В 2011 году Иван становится призёром международных турниров серии «Большой шлем» и «Гран-при».
На Олимпийских играх 2012 года в Лондоне завоевал бронзовую медаль в весовой категории до 81 кг, обыграв японца Такахиро Накаи.
В мае 2013 года стал победителем престижного турнира World Masters, который проходил в Тюмени.
В сентябре 2013 года дзюдоист стал серебряным призером в командном турнире на чемпионате мира в Бразилии.
В августе 2014 года Нифонтов завоевал «бронзу» чемпионата мира по дзюдо в Челябинске, победив француза Алена Шмитта.
В ноябре 2014 года выиграл международный рейтинговый турнир «Большой шлем» в Объединенных Арабских Эмиратах.
В марте 2015 года стал победителем международного турнира в Уругвае.
В декабре 2017 года алтайский дзюдоист заявил о завершении карьеры. Прокомментировав, что хочет заниматься новыми делами. И завершает карьеру, чтобы быть свободным для новых проектов.
По словам Нифонтова, перед тем, как принять столь важное решение, он много общался с тренерами.
Нифонтов с 2005 года по 2009 год служил в ГУ МВД России по Алтайскому краю.
С 2009 по 2019 года проходил службу в УМВД России Рязанской области.
С 2007 по 2017 год являлся членом сборной команды России по дзюдо.
С 2009 года — член партии «Единая Россия».
С 2015 года руководит спортивным клубом «Триумф» и является его основателем.
С 2016 года — член регионального штаба Общероссийского народного фронта (Алтайский край).
С 2019 года занимает пост директора Автономной некоммерческой организации «Лига Дзюдо». Также является ее основателем.
Помимо этого, с 2019 года занимает должность президента Алтайской Региональной Общественной организации «Федерация дзюдо Алтайского края».
В 2019 году Иван презентовал трехкратной олимпийской чемпионке, заместителю председателя комитета Госдумы по международным делам, президенту Всероссийской федерации школьного спорта Ирине Родниной международный спортивный проект клубной лиги дзюдо «Триумф Energy». Спортсменка пообещала помочь алтайскому проекту выйти на международный уровень.
Данный проект Нифонтов также презентовал Президенту Российской Федерации Владимиру Путину.
«Триумф Energy» — первая детская лига дзюдо, объединяющая детей до 15 лет из России, Азии и Европы. В 2020 году Детская лига дзюдо «Триумф Energy» была реализована в Сибирском и Уральском федеральных округах. В турнирах лиги приняло участие более 400 спортсменов, представляющих 19 клубов.
В 2019 году Иван был избран депутатом Барнаульской городской Думы VII созыва по одномандатному избирательному округу № 2. За него проголосовало более 40 % избирателей.
Является членом фракции «Единая Россия». Входит в состав комитета по бюджету, налогам и финансам Барнаульской городской Думы.
Депутат активно взаимодействует с жителями округа и оказывает им помощь. Принимает участие в социальных акциях.
Кроме того, с 2019 г. Иван является членом Алтайского регионального политического совета отделения партии «Единая Россия».
С 2019 года — председатель регионального общественного совета партийного проекта «Детский спорт».
С 2020 года — член президиума Федерации дзюдо России.
В 2021 году бывший спортсмен планирует участвовать в выборах АКЗС и Госдуму от «Единой России».

## Высшее образование
- В 2005 году Иван поступил в Алтайскую государственную педагогическую академию по специальности педагог по физической культуре. Окончил академию в 2009 г.
- В период 2011—2015 гг. Иван учился в Московском университете Министерства внутренних дел Российской Федерации имени В. Я. Кикотя, Рязанский филиал. Специальность — юрист.
- С 2019 по 2020 г. учился в Российском международном олимпийском университете в г. Сочи по специальности мастер спортивного управления.
- В период 2018—2021 гг. учился в Алтайском филиале Российской академии народного хозяйства и государственной службы при Президенте РФ.
- Имеет ученую степень магистра государственно-муниципального управления.

## Почетные звания
- Заслуженный мастер спорта Российской Федерации[21]

## Награды
- Медаль ордена «За заслуги перед Отечеством» II степени (13 августа 2012 года) — за большой вклад в развитие физической культуры и спорта, высокие спортивные достижения на Играх XXX Олимпиады 2012 года в городе Лондоне (Великобритания)[22]
- Медаль «За доблесть в службе»
- Спортсмен года (Летние Олимпийские виды спорта) 2009 г.,
- Лучший дзюдоист Европы 2009 г.,
- Медаль «За заслуги перед обществом» (Алтайский край);
- Медалью «За честь и мужество» (Кемеровская область);
- Почетный знак «За заслуги перед Рязанской областью» (Рязанская область);
- Памятный знак «Благодарность от Земли Рязанской» (Рязанская область);

## Факты из жизни
- Тренеры не сразу заметили в Иване выдающиеся способности. Фактически поверили только словам его мамы, которая сказала, что его дедушка был настоящим богатырем и голыми руками гнул подковы.
- В 7 лет Иван заявил, что хочет быть чемпионом мира и победителем Олимпийских игр.
- В 17 лет карьера дзюдоиста могла завершиться: Нифонтов попал в аварию — его сбила машина. К счастью, он отделался переломом ключицы. И все же пришлось пропустить первенство России среди юниоров и юниорский чемпионат Европы.
- В 2009 году Иван вышел на татами против Владимира Путина. Он несколько раз бросил Нифонтова на ковер. Позже дзюдоист признался, что премьер-министр находится в прекрасной физической форме.
- Является заслуженным мастером спорта России. За третье место на Олимпиаде 2012 года награжден медалью ордена «За заслуги перед Отечеством» II степени.

## Семья
Мать — Вера Васильевна (1958 г. р.), родилась в с. Чека Лебяжинского района Павлодарской области. Окончила Семипалатинский топографический техникум, Новосибирский институт геодезии и картографии. В Казахстане работала начальником отдела изысканий в управлении архитектуры. В Барнауле — риелтором.
Отец — Виталий Яковлевич (1949 г. р.), родился в г. Котлас, Архангельская область. 1968—1970 гг. — служил в 68820 части, Ротенов, Германия. Окончил Семипалатинский педагогический институт, художественно-графический факультет, работал по специальности.
Старший брат — Василий. Работает тренером в детском бассейне.

## Жена и дети
Женат на Нифонтовой Кристине Владимировне (1991 г.р.). Родилась в г. Бийске, Алтайского края. Мастер спорта по художественной гимнастике, абсолютная чемпионка Алтайского края, победитель всероссийских и международных соревнований. Руководитель спортивного клуба «Триумф». Имеет 2 высших образования.
Трое сыновей: Святослав 2014 г.р., Всеволод 2017 г.р., Гордей 2020 г.р.